# 西貢及坑口
西貢及坑口（英語：Sai Kung and Hang Hau，代號Q1）是香港西貢區議會下轄的選區，2023年設立，定為雙議席選區。

## 範圍
現時選區包括西貢市、坑口鄉及屬將軍澳新市鎮的日出康城，與其接壤的選區有將軍澳南、將軍澳北選區、黃大仙區議會的黃大仙東、黃大仙西選區、觀塘區議會的觀塘東南、觀塘北選區、大埔區議會的大埔北選區、沙田區議會的沙田東選區。
投票站設有十三個，分別位於西貢賽馬會大會堂、萬宜漁村公共會堂、西貢鄧肇堅運動場、西貢中心李少欽紀念學校、港澳信義會小學、景林鄰里社區中心、將軍澳官立中學、翠林體育館、景嶺書院、將軍澳培智學校、啟思中學、香港青年協會康城青年空間、康城社區會堂。

## 沿革
2023年香港選舉改革將區議會所有單議席選區取消，西貢定為三個雙議席選區，共選出六席民選議員。西貢及坑口選區由原有單議席的西貢市中心、白沙灣、西貢離島、坑口東、坑口西、康景、翠林、環保北、環保南選區合併而成。
2023年區議會選舉，估算人口有157,505人，選民有76,894人，吸引到四人參選。結果方國珊以12,187票，與得到4,839票的邱浩麟雙雙當選。

## 歷屆議員
| 選區名稱   | 屆別           | 議員   | 政治聯繫 | 政治聯繫 | 議員   | 政治聯繫 | 政治聯繫 |
| ---------- | -------------- | ------ | -------- | -------- | ------ | -------- | -------- |
| 西貢及坑口 | 2024年－2027年 | 方國珊 |          | 專業動力 | 邱浩麟 |          | 民建聯   |

## 歷屆選舉結果
| 政党   | 政党            | 候选人    | 票数   | %     | ±      |
| ------ | --------------- | --------- | ------ | ----- | ------ |
|        | 專業動力        | ①. 方國珊 | 12,187 | 59.1% | 新選區 |
|        | 民建聯          | ②. 邱浩麟 | 4,839  | 23.5% | 新選區 |
|        | 新民黨/公民力量 | ③. 甘佳璋 | 2,926  | 14.2% | 新選區 |
|        | 獨立            | ④. 吳有根 | 665    | 3.2%  | 新選區 |
| 多数票 | 多数票          | 多数票    | 7,348  |       | 新選區 |

## 資料來源
1. ↑   (PDF).   [2023年8月23日]. （原始内容 (PDF)存档于2023年8月5日） （繁体中文）.
2. ↑   (PDF).   [2023年11月17日].
3. ↑   (PDF). 選舉管理委員會. 2023-07-11  [2023-08-23].[]
4. ↑   (PDF).   [2023-11-19]. （原始内容存档 (PDF)于2023-11-17）.
5. ↑   (PDF).   [2023-08-23]. （原始内容存档 (PDF)于2023-08-05）.
6. ↑   (PDF).   [2023-11-17]. （原始内容存档 (PDF)于2023-12-03）.
7. ↑  . 選舉結果. 2023-12-11  [2023-12-11]. （原始内容存档于2023-12-11） （中文（香港））.